# 1968-as labdarúgó-Európa-bajnokság
Az 1968-as labdarúgó-Európa-bajnokság a futball történetének 3. Európa-bajnoksága volt. A torna záró szakaszát Olaszországban rendezték június 5. és 10. között. Az Eb-t az olaszok nyerték.
Ebben az évben változott meg az elnevezés az Európai Nemzetek Kupája névről Európa-bajnokságra.

## Összegzés
A selejtezők lebonyolítása megváltozott. Az egyenes kieséses szakasz mérkőzései oda-visszavágósra változtak, amiket egy újonnan bevezetett csoportkör előzött meg, ugyanúgy oda-visszavágós rendszerrel.
A záró szakaszba továbbra is csak négy csapat jutott be. A négyes torna két elődöntőjén csak egy gól született, Jugoszlávia Dzsajics góljával verte Angliát Firenzében. Nápolyban viszont a futballtörténelem egyik legemlékezetesebb estéjét kapták a szurkolók. Az Olaszország-Szovjetunió mérkőzésen gól nem volt, izgalom annál inkább. A döntőbe jutást a szabályok szerint döntetlen állásnál nem hosszabbítás és büntetőpárbaj döntötte el, hanem pénzfeldobás. Ez az olaszoknak kedvezett. Zsolt István visszaemlékezése szerint az első pénzérme elgurult, így újradobásra került sor, amely az olasz válogatott továbbjutását hozta. Később megtalálták az eredeti pénzérmét is, a szovjetek által választott oldalával felfelé.
Az Olaszország–Jugoszlávia döntő Rómában hosszabbítás után 1–1-es döntetlennel ért véget. Az Eb-címről pénzfeldobás nem dönthetett, ezért egy újabb meccs következett, amelyet az olaszok 2–0-ra nyertek meg.

## Selejtezők
A csoportkörben a 31 válogatottat nyolc csoportba osztották. Hét csoportban négy, egy csoportban három válogatott szerepelt. A mérkőzéseket oda-visszavágós rendszerben játszották le. A győzelem ilyenkor még csak 2 pontot, a döntetlen 1 pontot és a vereségért nem járt pont. A nyolc csoportelső továbbjutott a negyeddöntőbe.
A negyeddöntőben négy párosítást sorsoltak, a csapatok oda-visszavágós rendszerben mérkőztek meg egymással. A négy győztes jutott be az Európa-bajnokság záró szakaszába.

## Záró szakasz

### Helyszínek
A záró szakasz mérkőzéseit az alábbi három helyszínen játszották:
| Nápoly            | Firenze          | Róma Firenze Nápoly |
| ----------------- | ---------------- | ------------------- |
| San Paolo Stadion | Comunale Stadion | Róma Firenze Nápoly |
| Férőhely: 82 000  | Férőhely: 52 000 | Róma Firenze Nápoly |
|                   |                  | Róma Firenze Nápoly |
| Róma              |                  | Róma Firenze Nápoly |
| Olimpiai Stadion  |                  | Róma Firenze Nápoly |
| Férőhely: 80 000  |                  | Róma Firenze Nápoly |
|                   |                  | Róma Firenze Nápoly |

### Játékvezetők
- Zsolt István
- Kurt Tschenscher
- Gottfried Dienst
- José María Ortiz de Mendíbil

### Elődöntők
|  |                           |                           |             |                   |   |             |             |       |
|  | Elődöntők                 | Elődöntők                 | Elődöntők   |                   |   | Döntő       | Döntő       | Döntő |
|  | Elődöntők                 | Elődöntők                 | Elődöntők   |                   |   | Döntő       | Döntő       | Döntő |
|  | június 5. – Nápoly        |                           |             |                   |   |             |             |       |
|  |                           |                           |             |                   |   |             |             |       |
|  | Szovjetunió               | Szovjetunió               | 0           |                   |   |             |             |       |
|  | Szovjetunió               | Szovjetunió               | 0           | június 10. – Róma |   |             |             |       |
|  | Olaszország (sorsolással) | Olaszország (sorsolással) | 0           |                   |   |             |             |       |
|  | Olaszország (sorsolással) | Olaszország (sorsolással) | 0           |                   |   | Olaszország | Olaszország | 2     |
|  | június 5. – Firenze       |                           |             |                   |   | Olaszország | Olaszország | 2     |
|  |                           |                           | Jugoszlávia | Jugoszlávia       | 0 |             |             |       |
|  | Anglia                    | Anglia                    | Jugoszlávia | Jugoszlávia       | 0 | 0           |             |       |
|  | Anglia                    | Anglia                    |             |                   |   |             |             |       |
|  | Jugoszlávia               | Jugoszlávia               | 1           |                   |   |             |             |       |
|  | Jugoszlávia               | Jugoszlávia               | 1           | Bronzmérkőzés     |   |             |             |       |
|  |                           |                           |             |                   |   |             |             |       |
|  | június 8. – Róma          |                           |             |                   |   |             |             |       |
|  |                           |                           |             |                   |   |             |             |       |
|  | Anglia                    | Anglia                    | 2           |                   |   |             |             |       |
|  | Anglia                    | Anglia                    | 2           |                   |   |             |             |       |
|  | Szovjetunió               | Szovjetunió               | 0           |                   |   |             |             |       |
|  | Szovjetunió               | Szovjetunió               | 0           |                   |   |             |             |       |

| 1968. június 5. |

| Olaszország | 0–0 (h. u.) | Szovjetunió |
| ----------- | ----------- | ----------- |
|             | Jegyzőkönyv |             |

| San Paolo Stadion, Nápoly Játékvezető: Kurt Tschenscher (német) |

- Olaszország jutott tovább pénzfeldobás után.

| 1968. június 5. |

| Jugoszlávia | 1–0               | Anglia |
| ----------- | ----------------- | ------ |
| Džajić 86'  | (0–0) Jegyzőkönyv |        |

| Comunale Stadion, Firenze Játékvezető: José María Ortiz de Mendíbil (spanyol) |

### Bronzmérkőzés
| 1968. június 8. |

| Anglia                 | 2–0               | Szovjetunió |
| ---------------------- | ----------------- | ----------- |
| Charlton 39' Hurst 63' | (1–0) Jegyzőkönyv |             |

| Olimpiai Stadion, Róma Játékvezető: Zsolt István (magyar) |

### Döntő
| 1968. június 8. |

| Olaszország    | 1–1 (h. u.)                 | Jugoszlávia |
| -------------- | --------------------------- | ----------- |
| Domenghini 80' | (0–1, 1–1, 1–1) Jegyzőkönyv | Džajić 39'  |

| Olimpiai Stadion, Róma Játékvezető: Gottfried Dienst (svájci) |

Újrajátszás
| 1968. június 10. |

| Olaszország           | 2–0               | Jugoszlávia |
| --------------------- | ----------------- | ----------- |
| Riva 12' Anastasi 31' | (2–0) Jegyzőkönyv |             |

| Olimpiai Stadion, Róma Játékvezető: José María Ortiz de Mendíbil (spanyol) |

| Az 1968-as labdarúgó-Európa-bajnokság győztese |
| ---------------------------------------------- |
| · Olaszország · 1. cím                         |

## Gólszerzők
2 gólos
- Dragan Džajić

1 gólos
- Bobby Charlton
- Geoff Hurst
- Pietro Anastasi
- Angelo Domenghini
- Luigi Riva

## Végeredmény

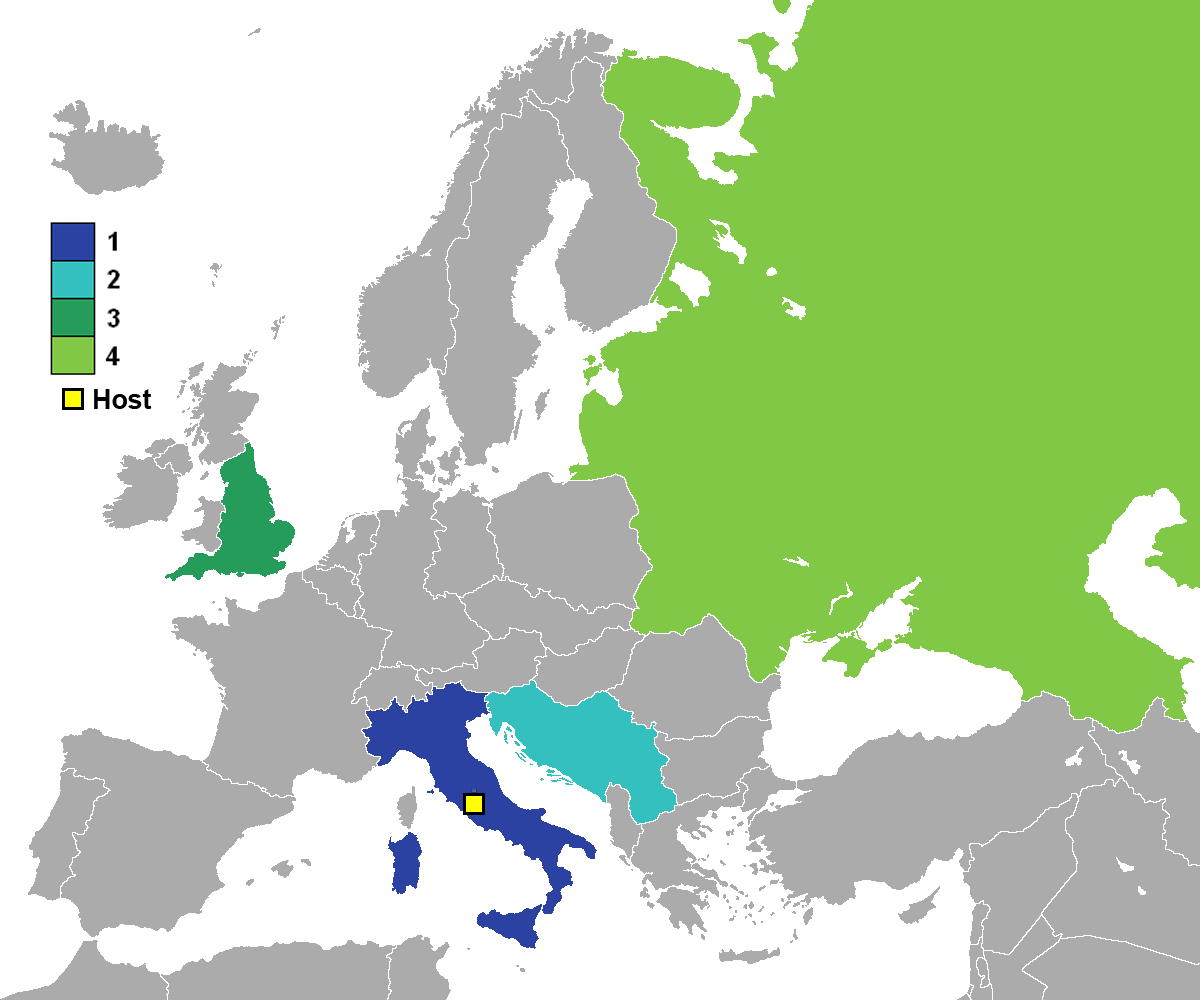
Az 1968-as Európa-bajnokságon részt vevő országok helyezései

A hazai csapat eltérő háttérszínnel kiemelve.
| Helyezés | Nemzet      | M | Gy | D | V | G+ | G– | Gk | P |
| -------- | ----------- | - | -- | - | - | -- | -- | -- | - |
| Arany    | Olaszország | 3 | 1  | 2 | 0 | 3  | 1  | +2 | 4 |
| Ezüst    | Jugoszlávia | 3 | 1  | 1 | 1 | 2  | 3  | –1 | 3 |
| Bronz    | Anglia      | 2 | 1  | 0 | 1 | 2  | 1  | +1 | 2 |
| 4.       | Szovjetunió | 2 | 0  | 0 | 2 | 0  | 2  | –2 | 0 |